# 瓜廖尔
瓜廖尔（羅馬化：Gvāliyar，發音：[ɡʋɑːlɪjəɾ]）是印度的一个城市，是中央邦瓜廖尔专区的中心城市。

## 名称起源
瓜廖尔的名气来源于一个传说。据说在8世纪，一位王子迷失在这里，幸好遇到一位叫瓜廖尔的圣人。王子接受了圣人的指引，在一个池塘边喝到了水。为了表示报答之意，王子按照圣人的心愿建造了一座城堡，并且把当地命名为瓜廖尔。

## 人口
根据2001年的人口普查，瓜廖尔的人口为1,053,505，其中男性占53%，文盲约15%， 全部人口的13%为6岁以下儿童。

## 知名景点
最著名的景点是1508年建造的瓜廖尔堡，此外还有蜜月庙等。